# Olajzöld berkiposzáta
Az olajzöld berkiposzáta (Horornis flavolivaceus) a madarak  osztályának verébalakúak (Passeriformes) rendjébe, ezen belül a berkiposzátafélék (Cettiidae) családba tartozó faj.

## Rendszerezése
A fajt Edward Blyth angol ornitológus írta le 1845-ben, a Neornis nembe Neornis flavolivacea  néven.

## Alfajai
- Horornis flavolivaceus flavolivacea (Blyth, 1845) – Himalája (északközép-Indiától dél-Kínáig);
- Horornis flavolivaceus stresemanni (Koelz, 1954) – északkelet-India (Meghálaja dombvidéke);
- Horornis flavolivaceus alexanderi (Ripley, 1951) – északkelet-India (kelet-Nágaföld, Manipur és Mizoram dombvidéke);
- Horornis flavolivaceus weberi (Mayr, 1941) – nyugat-Mianmar;
- Horornis flavolivaceus intricata (E. J. O. Hartert, 1909) – észak és kelet-Mianmar, dél-Kína, egyes állományai északnyugat-Thaiföldön telelnek;
- Horornis flavolivaceus oblita (Mayr, 1941) – észak-Laosz, északnyugat-Vietnám.

## Előfordulása
Dél- és Délkelet-Ázsiában, Bhután, India, Kína, Laosz, Mianmar, Nepál, Thaiföld és Vietnám területén honos. 
Természetes élőhelyei a szubtrópusi vagy trópusi hegyi esőerdők, gyepek és cserjések. Állandó, de nem megfelelő körülmények hatására alacsonyabb területekre vonul.

## Megjelenése
Testhossza 14 centiméter, testtömege 6–10 gramm.

## Életmódja
Valószínűleg gerinctelenekkel táplálkozik.

## Szaporodása
Májustól augusztusig költ.

## Természetvédelmi helyzete
Az elterjedési területe rendkívül nagy, egyedszáma stabil. A Természetvédelmi Világszövetség Vörös listáján nem fenyegetett fajként szerepel.